# São Julião de Palácios e Deilão
São Julião de Palácios e Deilão (oficialmente: União das Freguesias de São Julião de Palácios e Deilão) é uma freguesia portuguesa do município de Bragança, com 80,62 km² de área e 319 habitantes (censo de 2021). A sua densidade populacional é 4 hab./km².

## História
Foi constituída em 2013, no âmbito de uma reforma administrativa nacional, pela agregação das antigas freguesias de São Julião de Palácios e Deilão e tem a sede em São Julião de Palácios.

## Demografia
A população registada nos censos foi:
| Distribuição da População por Grupos Etários | Distribuição da População por Grupos Etários | Distribuição da População por Grupos Etários | Distribuição da População por Grupos Etários | Distribuição da População por Grupos Etários | Distribuição da População por Grupos Etários |
| -------------------------------------------- | -------------------------------------------- | -------------------------------------------- | -------------------------------------------- | -------------------------------------------- | -------------------------------------------- |
| Antes da agregação                           |                                              |                                              |                                              |                                              |                                              |
| Ano                                          | 0-14 anos                                    | 15-24 anos                                   | 25-64 anos                                   | >= 65 anos                                   | Total                                        |
| 2001                                         | 37                                           | 44                                           | 242                                          | 179                                          | 502                                          |
| 2011                                         | 12                                           | 29                                           | 161                                          | 198                                          | 400                                          |
| Após a agregação                             |                                              |                                              |                                              |                                              |                                              |
| Ano                                          | 0-14 anos                                    | 15-24 anos                                   | 25-64 anos                                   | >= 65 anos                                   | Total                                        |
| 2021                                         | 8                                            | 15                                           | 118                                          | 178                                          | 319                                          |